# Pourcharesses
Pourcharesses est une commune française, située dans l'est du département de la Lozère en région Occitanie.
Exposée à un climat de montagne, elle est drainée par l'Altier, Incluse dans les Cévennes, la commune possède un patrimoine naturel remarquable : deux sites Natura 2000 (le « mont Lozère » et « les Cévennes ») et quatre zones naturelles d'intérêt écologique, faunistique et floristique.
Pourcharesses est une commune rurale qui compte 128 habitants en 2022, après avoir connu un pic de population de 474 habitants en 1896. Ses habitants sont appelés les Pourcharessois ou Pourcharessoises.

## Géographie

### Localisation
La commune est limitrophe du département du Gard.
La ligne ligne de Saint-Germain-des-Fossés à Nîmes-Courbessac traverse la commune et surplombe le lac de Villefort par un imposant viaduc courbe, le viaduc de l'Altier,; mais la station de chemin de fer la plus proche est la gare de Villefort, desservie par des trains TER Occitanie ou TER Auvergne-Rhône-Alpes, qui effectuent des missions entre les gares de Clermont-Ferrand et de Nîmes ou de Montpellier-Saint-Roch ; de Mende et de Nîmes.

### Communes limitrophes
Les communes limitrophes sont Prévenchères, Villefort, Saint-André-Capcèze, Concoules, Altier, Ponteils-et-Brésis et Pont de Montvert - Sud Mont Lozère.
|                                    | Prévenchères     | Villefort                 |
| Altier                             | Pourcharesses    | Saint-André-Capcèze       |
| Pont de Montvert - Sud Mont Lozère | Concoules (Gard) | Ponteils-et-Brésis (Gard) |

### Hydrographie

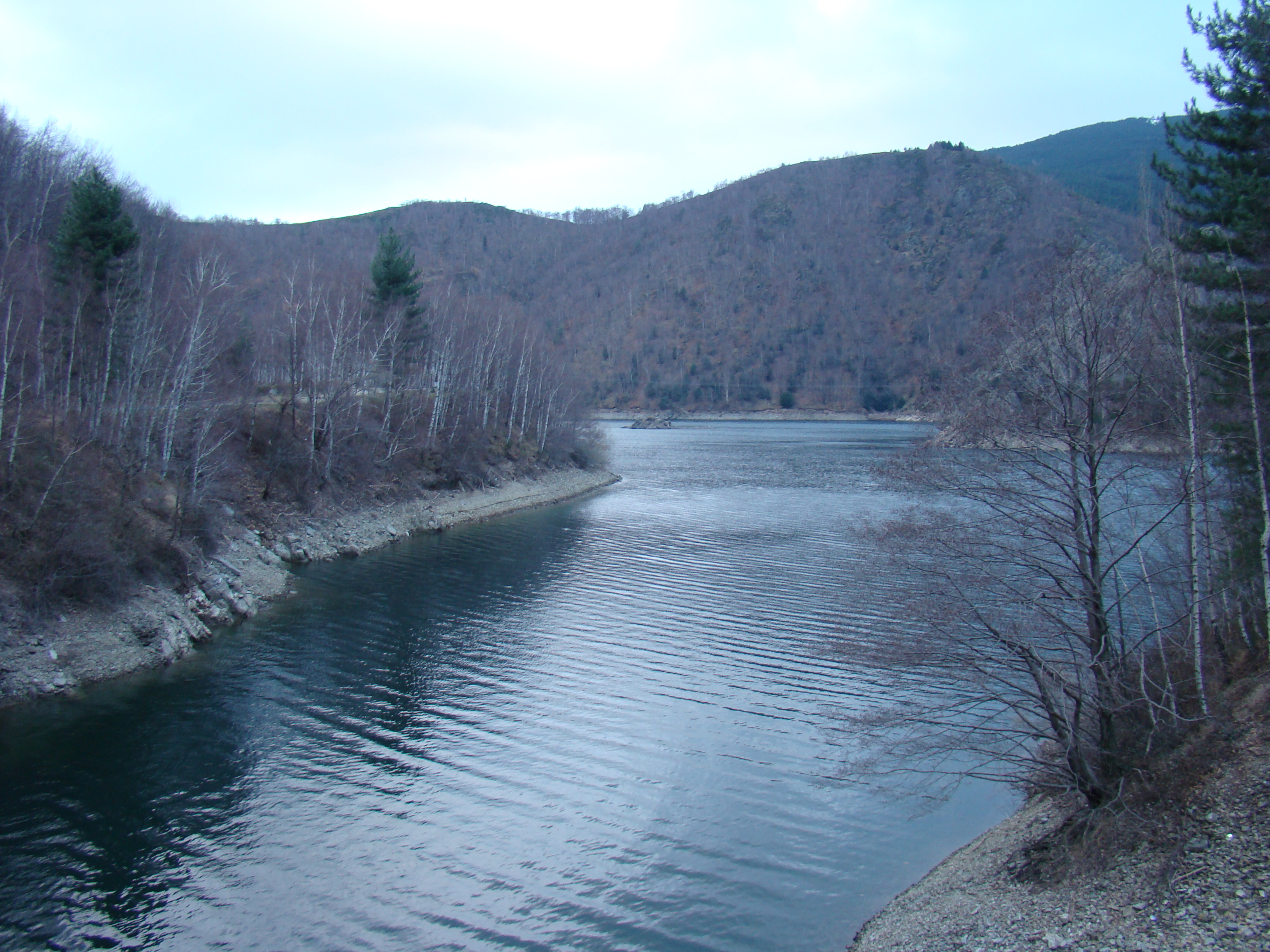
Le lac de Villefort.

La rivière Altier traverse la commune de Pourcharesses. le ruisseau de Paillère et divers autres petits cours d'eau drainent également la commune.
Le barrage de l'Altier, situé sur la commune de Villefort à l'est, a créé le lac de Villefort dont une branche va vers le nord sur la commune de Pourcharesses, et l'autre branche remonte l'Altier vers l'ouest, également sur Pourcharesses.

### Climat
Pour des articles plus généraux, voir Climat de l'Occitanie et Climat de la Lozère.
En 2010, le climat de la commune est de type climat des marges montargnardes, selon une étude s'appuyant sur une série de données couvrant la période 1971-2000. En 2020, Météo-France publie une typologie des climats de la France métropolitaine dans laquelle la commune est exposée à un climat de montagne ou de marges de montagne et est dans la région climatique Sud-est du Massif Central, caractérisée par une pluviométrie annuelle de 1 000 à 1 500 mm, minimale en été, maximale en automne.
Pour la période 1971-2000, la température annuelle moyenne est de 10,2 °C, avec une amplitude thermique annuelle de 16,2 °C. Le cumul annuel moyen de précipitations est de 1 530 mm, avec 9,3 jours de précipitations en janvier et 5 jours en juillet. Pour la période 1991-2020, la température moyenne annuelle observée sur la station météorologique la plus proche, située sur la commune d'Altier à 4 km à vol d'oiseau, est de 10,5 °C et le cumul annuel moyen de précipitations est de 1 183,6 mm,. Pour l'avenir, les paramètres climatiques de la commune estimés pour 2050 selon différents scénarios d'émission de gaz à effet de serre sont consultables sur un site dédié publié par Météo-France en novembre 2022.

### Milieux naturels et biodiversité

#### Espaces protégés
La protection réglementaire est le mode d’intervention le plus fort pour préserver des espaces naturels remarquables et leur biodiversité associée,.
Dans ce cadre, la commune fait partie de la zone cœur du Parc national des Cévennes. Ce parc national, créé en 1967, est un territoire de moyenne montagne formé de cinq entités géographiques : le massif de l'Aigoual, le causse Méjean avec les gorges du Tarn et de la Jonte, le mont Lozère, les vallées cévenoles ainsi que le piémont cévenol.
Les Cévennes sont également un territoire reconnu réserve de biosphère par l'UNESCO en 1985 pour la mosaïque de milieux naturels qui la composent et qui abritent une biodiversité exceptionnelle, avec 2 400 espèces animales, 2 300 espèces de plantes à fleurs et de fougères, auxquelles s’ajoutent d’innombrables mousses, lichens, champignons,.

#### Réseau Natura 2000

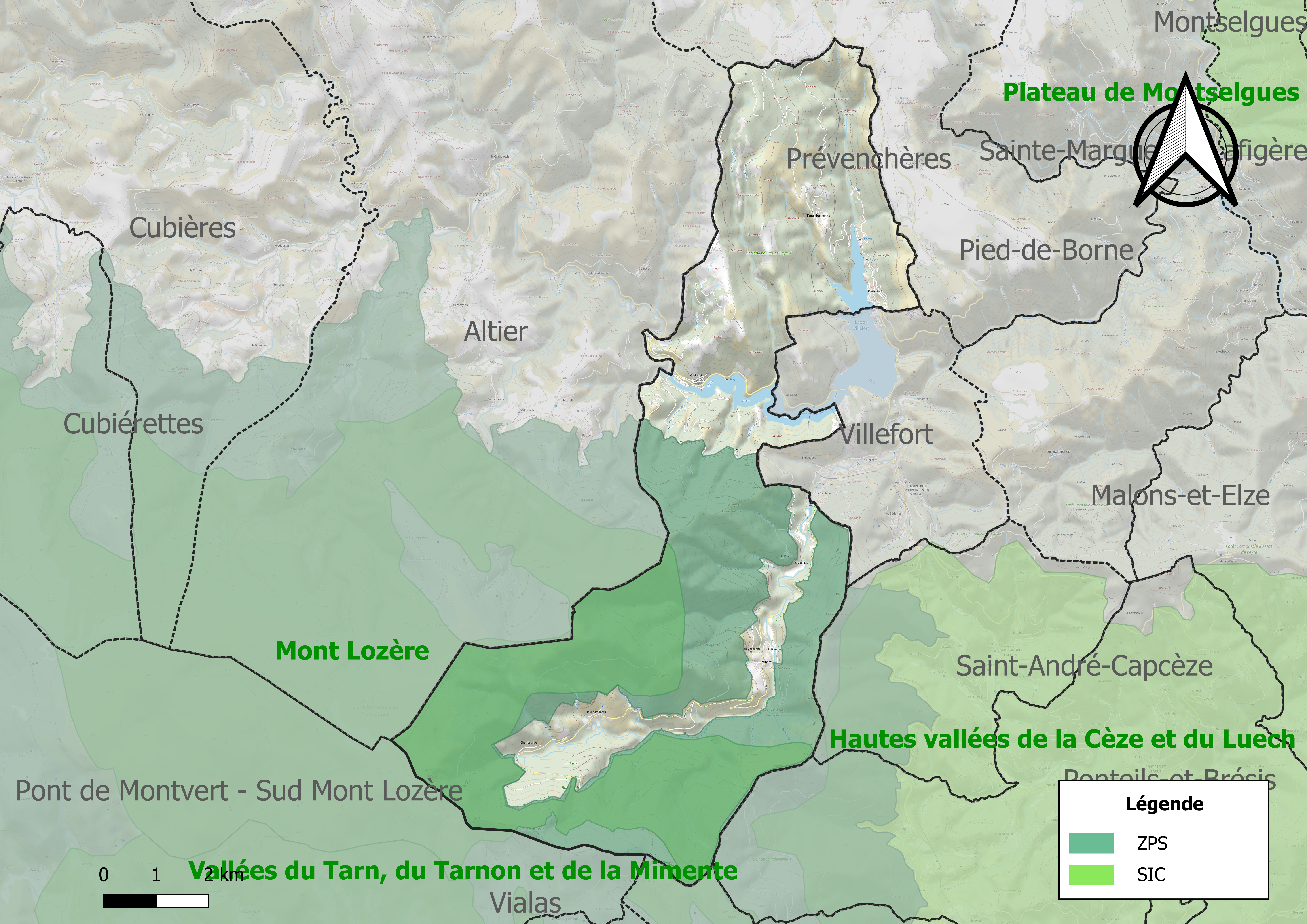
Site Natura 2000 sur le territoire communal.

Le réseau Natura 2000 est un réseau écologique européen de sites naturels d'intérêt écologique élaboré à partir des directives habitats et oiseaux, constitué de zones spéciales de conservation (ZSC) et de zones de protection spéciale (ZPS).
Un site Natura 2000 a été défini sur la commune au titre de la directive habitats :
- le « mont Lozère », d'une superficie de 11 687 ha, la plus grande zone continue de pelouses pseudo-alpines du sud du Massif central[15]

et un au titre de la directive oiseaux : 
- « les Cévennes », d'une superficie de 92 044 ha, correspondant précisément à la zone centrale du parc national des Cévennes et rassemblant plusieurs ensembles distincts. La diversité des milieux et des paysages permet le maintien d'une avifaune riche et diversifiée : au total, 135 espèces d'oiseaux, dont 22 inscrites à l'annexe 1 de la directive 79-409-CEE, recensées dans la zone centrale du parc, dont une vingtaine d'espèces de rapaces diurnes et sept nocturnes[16].

#### Zones naturelles d'intérêt écologique, faunistique et floristique
L’inventaire des zones naturelles d'intérêt écologique, faunistique et floristique (ZNIEFF) a pour objectif de réaliser une couverture des zones les plus intéressantes sur le plan écologique, essentiellement dans la perspective d’améliorer la connaissance du patrimoine naturel national et de fournir aux différents décideurs un outil d’aide à la prise en compte de l’environnement dans l’aménagement du territoire.
Trois ZNIEFF de type 1 sont recensées sur la commune :
- le « bois des Armes » (239 ha)[18] ;
- les « pelouses sommitales du pic Cassini » (168 ha), couvrant 3 communes du département[19] ;
- la « rivière de l'Altier entre les Rochettes Basses et le lac de Villefort » (52 ha), couvrant 3 communes du département[20] ;

et une ZNIEFF de type 2, : 
le « massif du Mont Lozère » (40 064 ha), couvrant 22 communes dont trois dans le Gard et 19 dans la Lozère.

Cartes des ZNIEFF de type 1 et 2 à Pourcharesses.
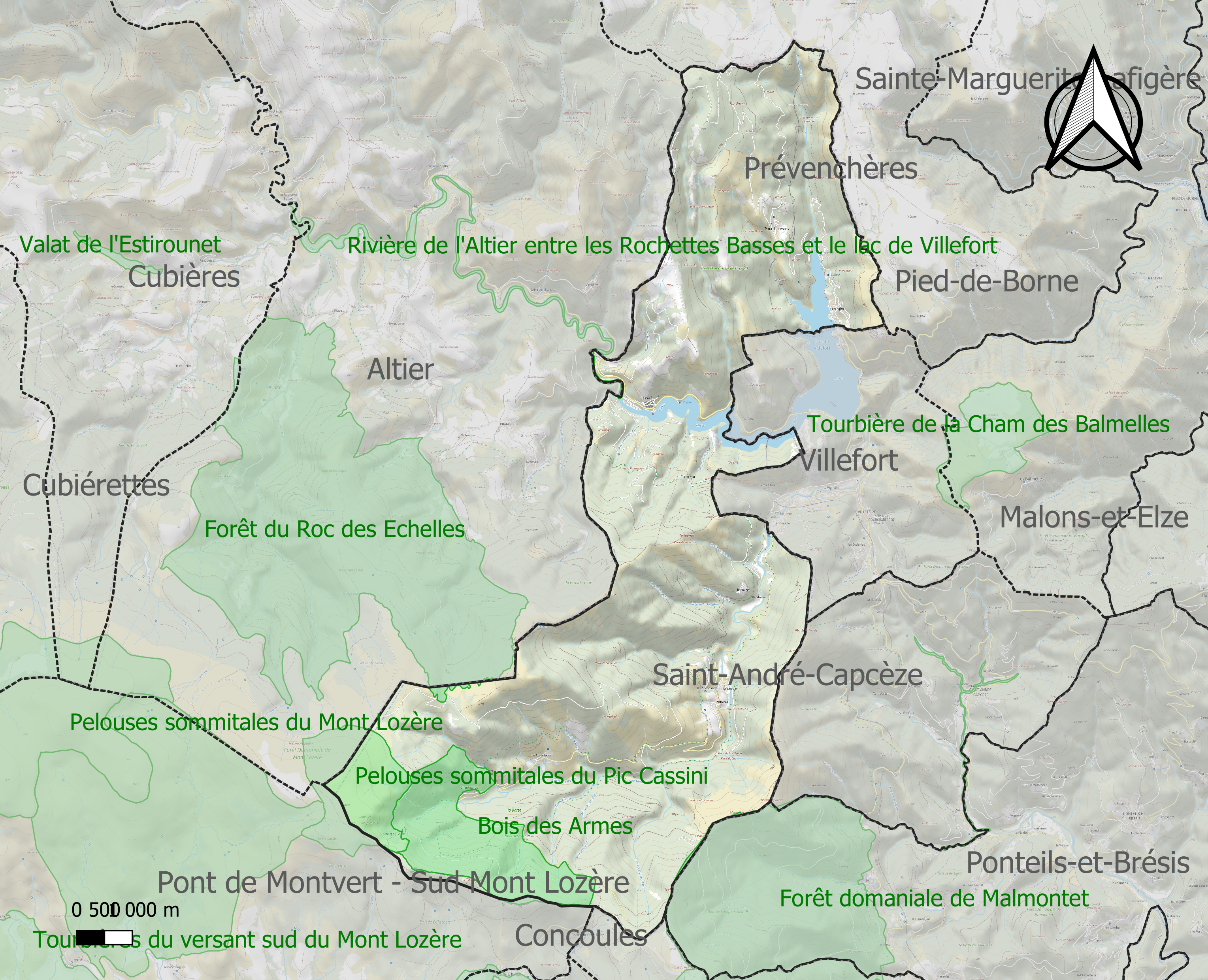
Carte des ZNIEFF de type 1 sur la commune.
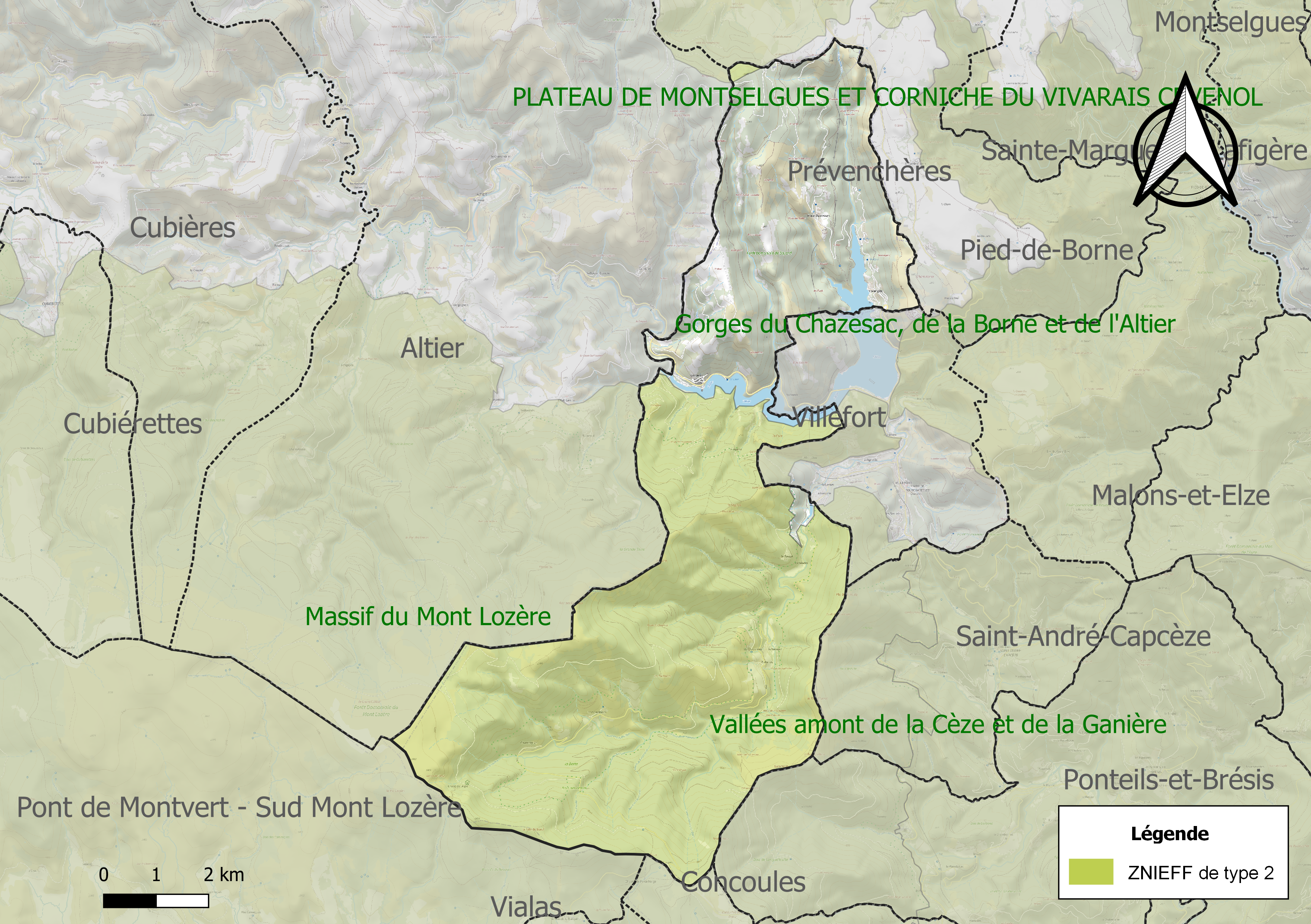
Carte de la ZNIEFF de type 2 sur la commune.

## Urbanisme

### Typologie
Au 1er janvier 2024, Pourcharesses est catégorisée commune rurale à habitat très dispersé, selon la nouvelle grille communale de densité à sept niveaux définie par l'Insee en 2022.
Elle est située hors unité urbaine et hors attraction des villes,.

### Occupation des sols
L'occupation des sols de la commune, telle qu'elle ressort de la base de données européenne d’occupation biophysique des sols Corine Land Cover (CLC), est marquée par l'importance des forêts et milieux semi-naturels (91,4 % en 2018), en diminution par rapport à 1990 (98,2 %). La répartition détaillée en 2018 est la suivante : 
forêts (65,6 %), milieux à végétation arbustive et/ou herbacée (25,8 %), prairies (3,5 %), zones agricoles hétérogènes (3,3 %), eaux continentales (1,8 %). L'évolution de l’occupation des sols de la commune et de ses infrastructures peut être observée sur les différentes représentations cartographiques du territoire : la carte de Cassini (XVIIIe siècle), la carte d'état-major (1820-1866) et les cartes ou photos aériennes de l'IGN pour la période actuelle (1950 à aujourd'hui).

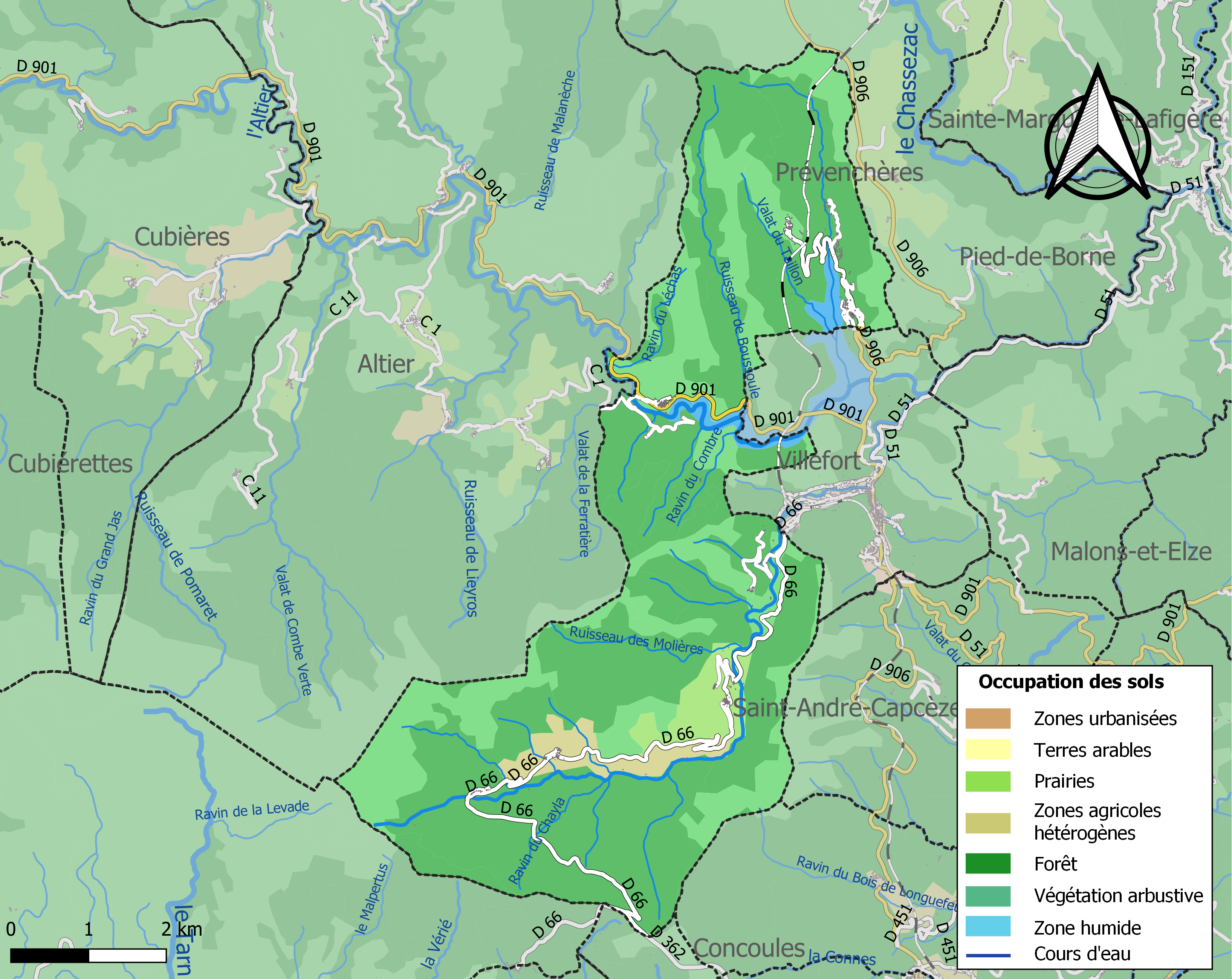
Carte des infrastructures et de l'occupation des sols de la commune en 2018 (CLC).

### Lieux-dits, hameaux et écarts
Les différents hameaux qui composent la commune sont, du nord au sud : Pourcharesses Hautes (en ruine), Pourcharesses, Morangiès (sur la branche nord du lac), Castanet et son château (sur la branche ouest du lac), le Montat, le Pouget, Bézalades, les Chabannes, Palhères, les Costeilades et Chantegrive.
Pourcharesses est une commune qui partage avec Château-Chinon (Campagne) (Nièvre) ; Demi-Quartier (Haute-Savoie) ; Le Malzieu-Forain (Lozère) ; Turquestein-Blancrupt (Moselle) ; Taillepied (Manche) ; Rouvres-sous-Meilly (Côte-d'Or) ; Le Plessis-Patte-d'Oie (Oise), la particularité d'avoir sa mairie située sur une autre commune : elle se trouve au 15, rue de l'Église à Villefort.
La commune a aussi la particularité rare de ne posséder sur son territoire ni église, ni école, ni cimetière.

### Habitat et logement
En 2018, le nombre total de logements dans la commune était de 219, alors qu'il était de 208 en 2013 et de 215 en 2008.
Parmi ces logements, 27 % étaient des résidences principales, 68,4 % des résidences secondaires et 4,7 % des logements vacants. Ces logements étaient pour 86,5 % d'entre eux des maisons individuelles et pour 4,7 % des appartements.
Le tableau ci-dessous présente la typologie des logements à Pourcharesses en 2018 en comparaison avec celle de la Lozère et de la France entière. Une caractéristique marquante du parc de logements est ainsi une proportion de résidences secondaires et logements occasionnels (68,4 %), très supérieure à celle du département (32,2 %) et à celle de la France entière (9,7 %). Concernant le statut d'occupation de ces logements, 77,6 % des habitants de la commune sont propriétaires de leur logement (78,9 % en 2013), contre 65,6 % pour la Lozère et 57,5 % pour la France entière.
| Typologie                                               | Pourcharesses | Lozère | France entière |
| ------------------------------------------------------- | ------------- | ------ | -------------- |
| Résidences principales (en %)                           | 27            | 57,4   | 82,1           |
| Résidences secondaires et logements occasionnels (en %) | 68,4          | 32,2   | 9,7            |
| Logements vacants (en %)                                | 4,7           | 10,4   | 8,2            |

### Risques naturels et technologiques
Le territoire de la commune de Pourcharesses est vulnérable à différents aléas naturels : météorologiques (tempête, orage, neige, grand froid, canicule ou sécheresse), inondations, feux de forêts, mouvements de terrains et séisme (sismicité faible). Il est également exposé à un risque particulier : le risque de radon. Un site publié par le BRGM permet d'évaluer simplement et rapidement les risques d'un bien localisé soit par son adresse soit par le numéro de sa parcelle.

#### Risques naturels
Certaines parties du territoire communal sont susceptibles d’être affectées par le risque d’inondation par débordement de cours d'eau, notamment l'Altier et le ruisseau de Paillère. La commune a été reconnue en état de catastrophe naturelle au titre des dommages causés par les inondations et coulées de boue survenues en 1982, 1992, 2008, 2014, 2016 et 2020,.
Pourcharesses est exposée au risque de feu de forêt. Un plan départemental de protection des forêts contre les incendies (PDPFCI) a été approuvé en décembre 2014 pour la période 2014-2023. Les mesures individuelles de prévention contre les incendies sont précisées par divers arrêtés préfectoraux et s’appliquent dans les zones exposées aux incendies de forêt et à moins de 200 mètres de celles-ci. L’arrêté du 23 mars 2018, complété par un arrêté de 2020, réglemente l'emploi du feu en interdisant notamment d’apporter du feu, de fumer et de jeter des mégots de cigarette dans les espaces sensibles et sur les voies qui les traversent sous peine de sanctions. L'arrêté du 23 août 2021, abrogeant un arrêté de 2002, rend le débroussaillement obligatoire, incombant au propriétaire ou ayant droit,,.

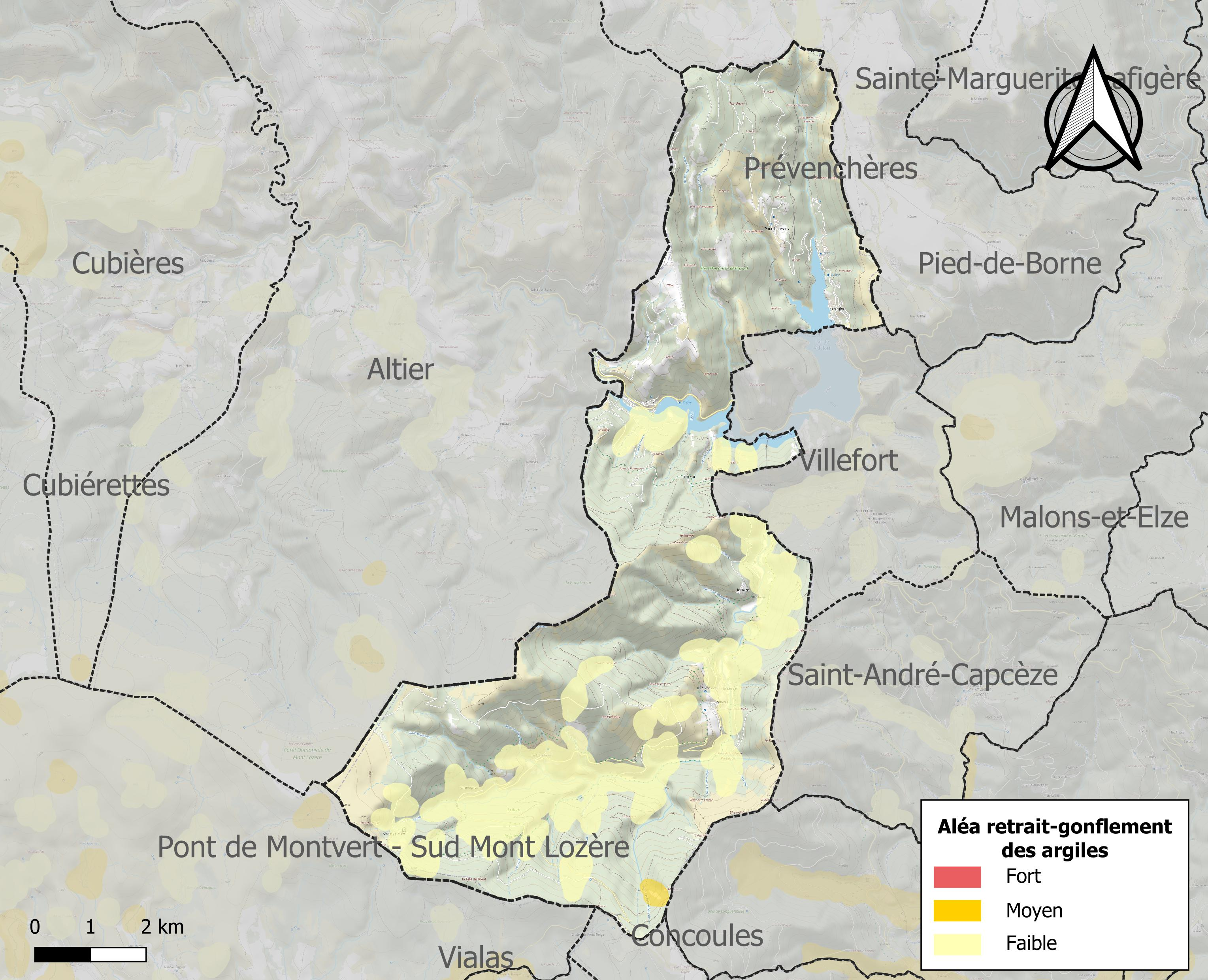
Carte des zones d'aléa retrait-gonflement des sols argileux de Pourcharesses.

Les mouvements de terrains susceptibles de se produire sur la commune sont des éboulements, chutes de pierres et de blocs et des glissements de terrain.
Le retrait-gonflement des sols argileux est susceptible d'engendrer des dommages importants aux bâtiments en cas d’alternance de périodes de sécheresse et de pluie. 0,3 % de la superficie communale est en aléa moyen ou fort (15,8 % au niveau départemental et 48,5 % au niveau national). Sur les 149 bâtiments dénombrés sur la commune en 2019, aucun n'est en aléa moyen ou fort, à comparer aux 14 % au niveau départemental et 54 % au niveau national. Une cartographie de l'exposition du territoire national au retrait gonflement des sols argileux est disponible sur le site du BRGM,.
Par ailleurs, afin de mieux appréhender le risque d’affaissement de terrain, l'inventaire national des cavités souterraines permet de localiser celles situées sur la commune.

#### Risque particulier
Dans plusieurs parties du territoire national, le radon, accumulé dans certains logements ou autres locaux, peut constituer une source significative d’exposition de la population aux rayonnements ionisants. Certaines communes du département sont concernées par le risque radon à un niveau plus ou moins élevé. Selon la classification de 2018, la commune de Pourcharesses est classée en zone 3, à savoir zone à potentiel radon significatif.

## Histoire

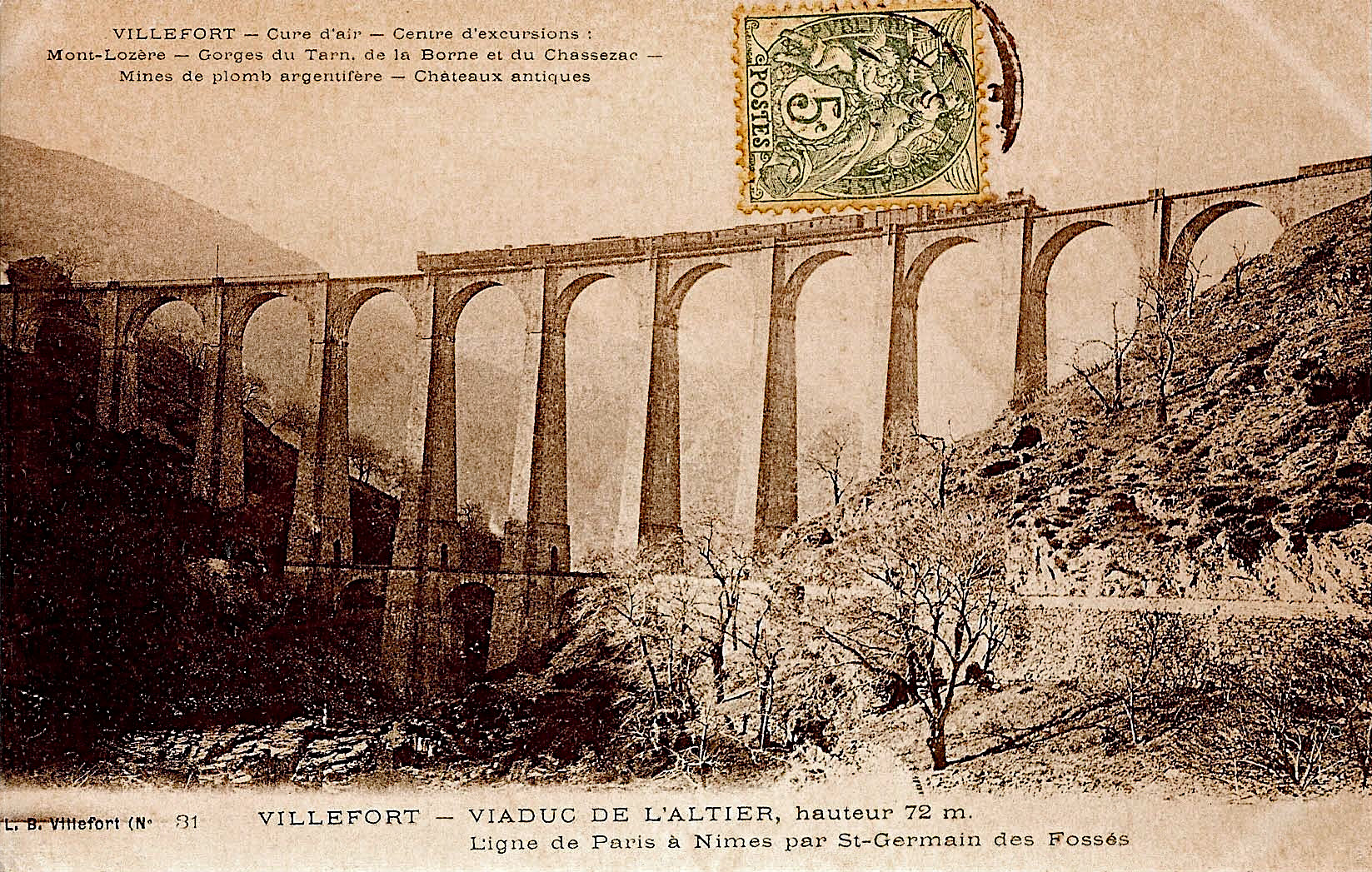
Le viaduc de l'Altier au début du XXe siècle.

Le viaduc de l'Altier, conçu par l'ingénieur des ponts et chaussées Charles Dombre (1814-1887) est construit en 1869 par l'État et mis en service en 1870 par la Compagnie des chemins de fer de Paris à Lyon et à la Méditerranée (PLM) pour permettre à la ligne de Saint-Germain-des-Fossés à Nîmes-Courbessac de franchir l'Altier.
Construit en 1964, le barrage sur l'Altier est construit pour alimenter l'usine hydroélectrique de Pied-de-Borne après une conduite forcée d'environ 10 km. Une trentaine de personnes, habitant le hameau de Bayard, ont dû être expropriées, la mise en eau du barrage devant engloutir totalement le village. Le lac de retenue au volume de 37 millions de mètres cubes d'eau est en partie sur la commune.
En 2012, un incendie a lieu sur le territoire de la commune provoquant d'importants dégâts sur des hectares de forêt,.

## Politique et administration

### Rattachements administratifs et électoraux

#### Rattachements administratifs
La commune se trouve dans l'arrondissement de Mende du département de la Lozère.
Elle faisait partie depuis 1793 du canton de Villefort. Dans le cadre du redécoupage cantonal de 2014 en France, cette circonscription administrative territoriale a disparu, et le canton n'est plus qu'une circonscription électorale.

#### Rattachements électoraux
Pour les élections départementales, la commune fait partie depuis 2014 du canton de Saint-Étienne-du-Valdonnez.
Pour l'élection des députés, elle fait partie de la circonscription de la Lozère.

### Intercommunalité
Pourcharesses était membre de la communauté de communes de Villefort, un établissement public de coopération intercommunale (EPCI) à fiscalité propre créé fin 2001 et auquel la commune avait transféré un certain nombre de ses compétences, dans les conditions déterminées par le code général des collectivités territoriales.
Dans le cadre des dispositions de la loi portant nouvelle organisation territoriale de la République du 7 août 2015, qui prévoit que les établissements publics de coopération intercommunale (EPCI) à fiscalité propre doivent avoir un minimum de 15 000 habitants, le schéma départemental de coopération intercommunale, arrêté par le préfet de la Lozère le 29 mars 2016, prévoit la fusion de la communauté de communes de Villefort avec la communauté de communes du Goulet-Mont Lozère, une partie de la communauté de communes du Valdonnez (Brenoux, Lanuéjols et Saint-Étienne-du-Valdonnez), une partie de la communauté de communes du canton de Châteauneuf-de-Randon (Laubert et Montbel) et les communes gardoises de Malons-et-Elze et Ponteils-et-Brésis à partir du 1er janvier 2017. Cette fusion est intervenue comme prévu et la commune est désormais membre de la communauté de communes Mont-Lozère.

### Liste des maires
| Période      | Période                        | Identité                       | Étiquette | Qualité                                                                                     |
| ------------ | ------------------------------ | ------------------------------ | --------- | ------------------------------------------------------------------------------------------- |
| 1793         | 1796                           | Jean Trossevin                 |           |                                                                                             |
| 1796         | 1800                           | Jean Antoine Malachane         |           |                                                                                             |
| 1801         | 1813                           | Victorien Michel               |           |                                                                                             |
| 1813         | 1830                           | Pierre Michel Durand           |           |                                                                                             |
| 1830         | 1859                           | Marc Antoine Malachane         |           |                                                                                             |
| 1859         | 1862                           | Jean Antoine Camille Malachane |           |                                                                                             |
| 1862         | 1873                           | Henri Armand Mathieu           |           |                                                                                             |
| 1873         | 1887                           | Jean Louis Comes               |           |                                                                                             |
| 1887         | 1888                           | Jean François Trossevin        |           |                                                                                             |
| 1888         | 1889                           | Jean-Louis Durand              |           |                                                                                             |
| 1889         | 1904                           | Joseph Emile Pelorjas          |           |                                                                                             |
| 1904         |                                | Émile Pelorjas                 |           |                                                                                             |
| 1905         |                                | Jules Balme                    |           |                                                                                             |
| 1935         |                                | Joseph Baldit                  |           |                                                                                             |
| 1947         |                                | Louis Souchon                  |           |                                                                                             |
| 1953         |                                | Augustin Michel                |           |                                                                                             |
| 1983         |                                | René Souchon                   |           |                                                                                             |
| 1996         | juillet 2022                   | René Causse                    | PS        | Instituteur retraité Mort en fonction                                                       |
| octobre 2022 | En cours (au 16 décembre 2022) | Audrey Malaval                 | UDI       | Aide-soignante Suppléante du député Pierre Morel-À-L'Huissier (Circ de la Lozère) (2022 → ) |

## Population et société

### Démographie
L'évolution du nombre d'habitants est connue à travers les recensements de la population effectués dans la commune depuis 1793. Pour les communes de moins de 10 000 habitants, une enquête de recensement portant sur toute la population est réalisée tous les cinq ans, les populations de référence des années intermédiaires étant quant à elles estimées par interpolation ou extrapolation. Pour la commune, le premier recensement exhaustif entrant dans le cadre du nouveau dispositif a été réalisé en 2006.

En 2022, la commune comptait 128 habitants, en évolution de +8,47 % par rapport à 2016 (Lozère : +0,11 %, France hors Mayotte : +2,11 %).
| 1793 | 1800 | 1806 | 1821 | 1831 | 1836 | 1841 | 1846 | 1851 |
| ---- | ---- | ---- | ---- | ---- | ---- | ---- | ---- | ---- |
| 458  | 404  | 432  | 401  | 428  | 430  | 423  | 425  | 459  |

| 1856 | 1861 | 1866 | 1872 | 1876 | 1881 | 1886 | 1891 | 1896 |
| ---- | ---- | ---- | ---- | ---- | ---- | ---- | ---- | ---- |
| 445  | 452  | 441  | 435  | 409  | 416  | 428  | 414  | 474  |

| 1901 | 1906 | 1911 | 1921 | 1926 | 1931 | 1936 | 1946 | 1954 |
| ---- | ---- | ---- | ---- | ---- | ---- | ---- | ---- | ---- |
| 363  | 380  | 378  | 318  | 322  | 278  | 260  | 213  | 165  |

| 1962 | 1968 | 1975 | 1982 | 1990 | 1999 | 2006 | 2011 | 2016 |
| ---- | ---- | ---- | ---- | ---- | ---- | ---- | ---- | ---- |
| 220  | 122  | 109  | 130  | 110  | 108  | 128  | 115  | 118  |

| 2021 | 2022 | - | - | - | - | - | - | - |
| ---- | ---- | - | - | - | - | - | - | - |
| 126  | 128  | - | - | - | - | - | - | - |

## Économie

### Emploi
|                | 2008  | 2013  | 2018  |
| -------------- | ----- | ----- | ----- |
| Commune        | 8,9 % | 5,8 % | 8,8 % |
| Département    | 5 %   | 6,4 % | 7,1 % |
| France entière | 8,3 % | 10 %  | 10 %  |

En 2018, la population âgée de 15 à 64 ans s'élève à 69 personnes, parmi lesquelles on compte 70,6 % d'actifs (61,8 % ayant un emploi et 8,8 % de chômeurs) et 29,4 % d'inactifs,. En 2018, le taux de chômage communal (au sens du recensement) des 15-64 ans est supérieur à celui du département, mais inférieur à celui de la France, alors qu'il était supérieur à celui de la France en 2008.
La commune est hors attraction des villes,. Elle compte 14 emplois en 2018, contre 18 en 2013 et 18 en 2008. Le nombre d'actifs ayant un emploi résidant dans la commune est de 43, soit un indicateur de concentration d'emploi de 33,3 % et un taux d'activité parmi les 15 ans ou plus de 50 %.
Sur ces 43 actifs de 15 ans ou plus ayant un emploi, 13 travaillent dans la commune, soit 31 % des habitants. Pour se rendre au travail, 90,5 % des habitants utilisent un véhicule personnel ou de fonction à quatre roues, 4,8 % s'y rendent en deux-roues, à vélo ou à pied et 4,8 % n'ont pas besoin de transport (travail au domicile).

## Culture locale et patrimoine

### Lieux et monuments
- Le lac de Villefort, retenue d'un barrage hydroélectrique mis en fonction en 1965, est en partie sur la commune.
- Le château de Castanet, au bord du lac de Villefort.
- Le viaduc de l'Altier, pour moitié sur la commune. Il reçoit la ligne de Saint-Germain-des-Fossés à Nîmes-Courbessac.

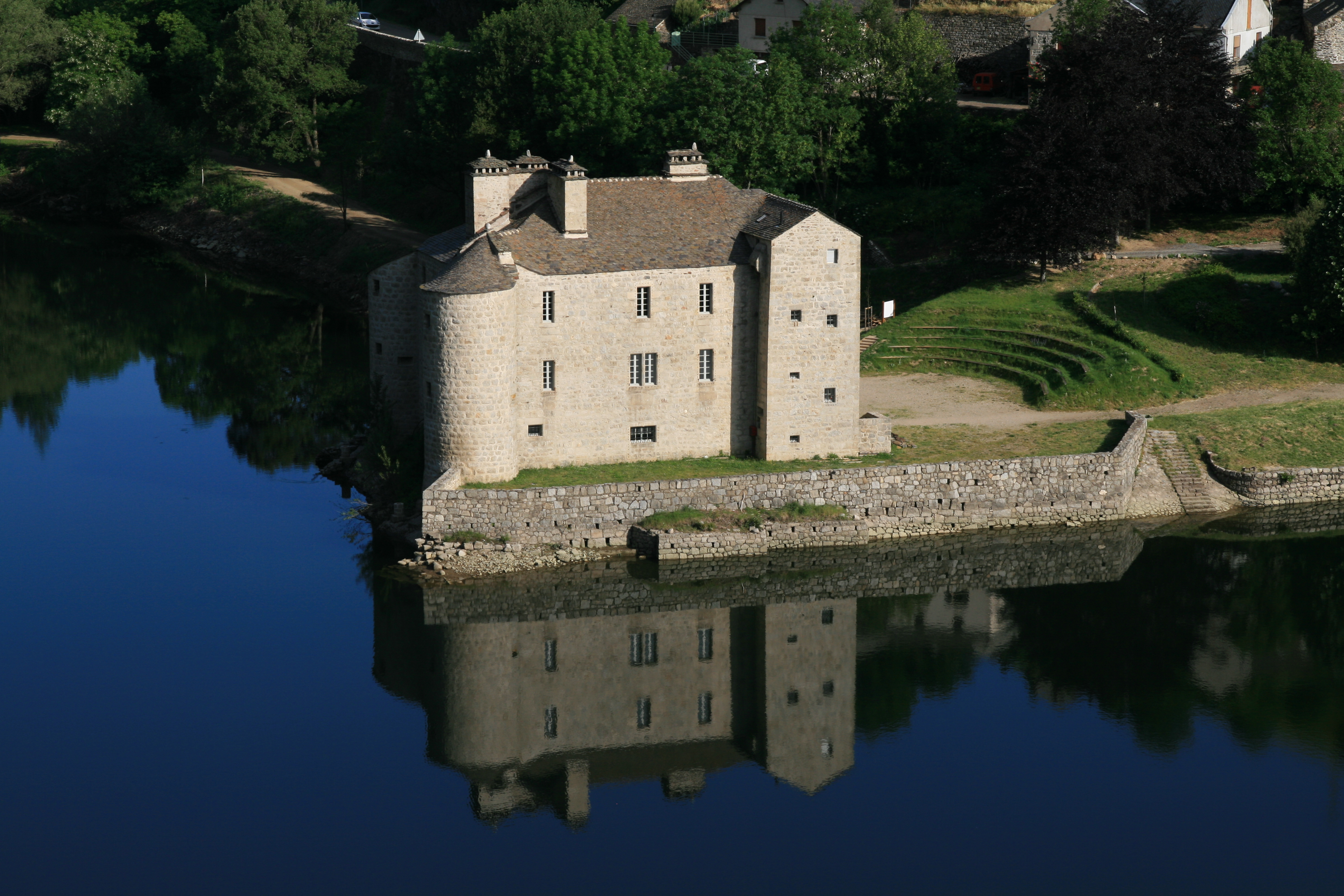
Le château de Castanet.
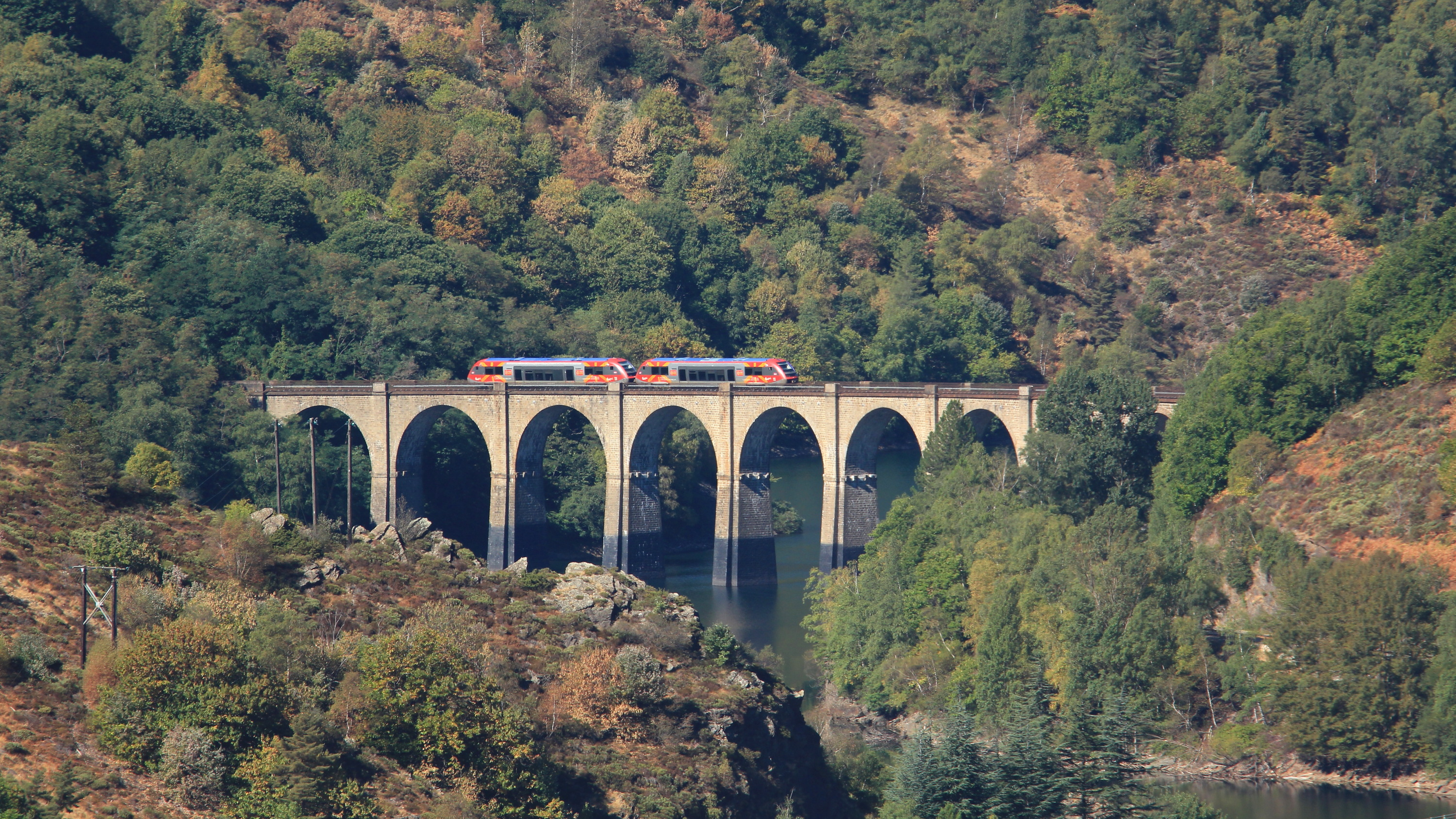
Un autorail sur le viaduc de l'Altier.

## Pour approfondir